# Nicky Wire
Nicky Wire, rodným jménem Nicholas Allen Jones (* 20. ledna 1969) je velšský baskytarista a zpěvák. V roce 1986 spoluzaložil skupinu Manic Street Preachers, ve které původně působil jako kytarista, ale když ze skupiny odešel její baskytarista Miles „Flicker“ Woodward, baskytary se ujal právě Wire. Rovněž je výhradním textařem písní této skupiny; původně texty psal spolu s Richeym Edwardsem, po jeho zmizení je píše sám. V roce 2006 vydal své první sólové album I Killed the Zeitgeist.